# Kevin Little
Kevin Little (* 3. April 1968 in Des Moines) ist ein ehemaliger US-amerikanischer Sprinter, der sich auf den 200-Meter-Lauf spezialisiert hatte.
1989 gewann er Bronze bei den Hallenweltmeisterschaften in Budapest, 1991 Silber bei den Panamerikanischen Spielen in Havanna und 1993 Bronze bei den Hallenweltmeisterschaften in Toronto.
Bei den Weltmeisterschaften 1995 in Göteborg schied er im Viertelfinale aus. 1997 siegte er bei den Hallenweltmeisterschaften in Paris und erreichte bei den Weltmeisterschaften in Athen das Halbfinale. 
1999 holte er Bronze bei den Hallenweltmeisterschaften in Maebashi und wurde Sechster bei den Weltmeisterschaften in Sevilla. 2001 verzichtete er bei den Hallenweltmeisterschaften in Lissabon auf einen Start im Finale und wurde Siebter bei den Weltmeisterschaften in Edmonton.
1996 wurde er US-Hallenmeister.

## Persönliche Bestzeiten
- 100 m: 10,13 s, 19. April 1998, Walnut
- 200 m: 20,10 s, 25. August 1999, Sevilla
  - Halle: 20,32 s, 5. März 1999, Maebashi
- 400 m: 44,77 s, 21. April 1996, Walnut